# Aeroporto di Innsbruck

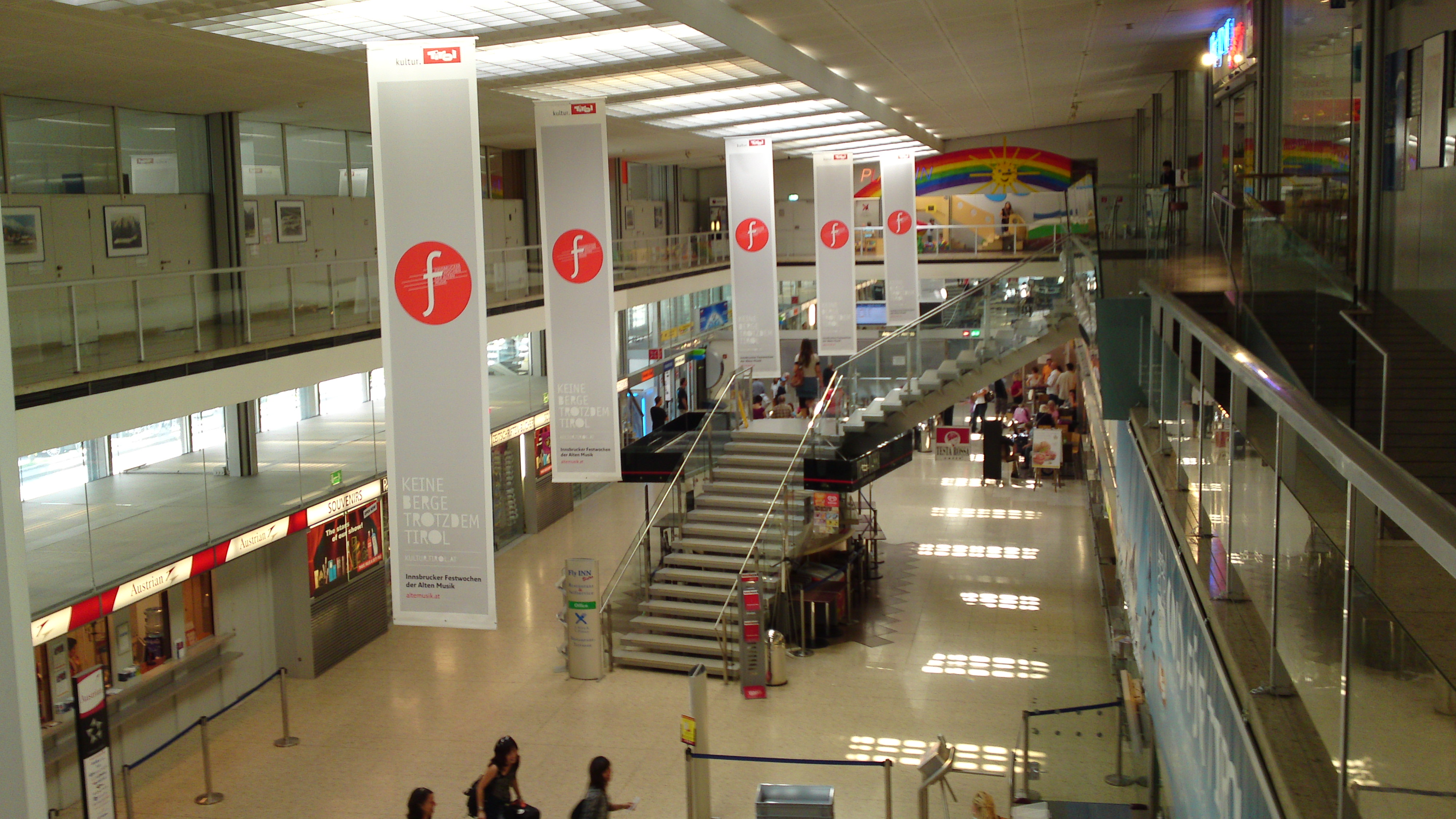
Vista del terminal dell'aeroporto

L'Aeroporto di Innsbruck-Kranebitten è uno scalo aereo situato a circa 3,5 km dal centro di Innsbruck, in Austria.
Lo scalo dispone di alcuni voli regionali per destinazioni oltre le Alpi oltre a voli stagionali per altre destinazioni. Durante l'inverno la sua attività cresce notevolmente per accogliere i tanti sciatori che si recano verso le montagne vicine.
È la base principale per la Tyrolean Jet Services, la Welcome Air e la compagnia regionale della Austrian Airlines: la Austrian Arrows.
L'aeroporto dispone di un solo terminale con servizi aeroportuali (ufficio di cambio, autonoleggio, taxi), e presso l'aeroporto si trovano diversi autonoleggi. Il collegamento da e per l'aeroporto è previsto con autobus (Linea F: Aeroporto-Hauptbahnhof (stazione ferroviaria) di Innsbruck).

## Strutture
Il terminal è realizzato a forma di fucile, vengono utilizzate passerelle mobili per sbarcare/imbarcare i passeggeri dato che non sono presenti i corridoi di sbarco (jetway). L'aeroporto può gestire aerei di grandezza fino al Boeing 767. Ci sono molti mezzi dediti allo sghiacciamento della carlinga degli aerei, che solitamente vengono sghiacciati prima di accendere i motori, o prima di ricevere l'autorizzazione al decollo.

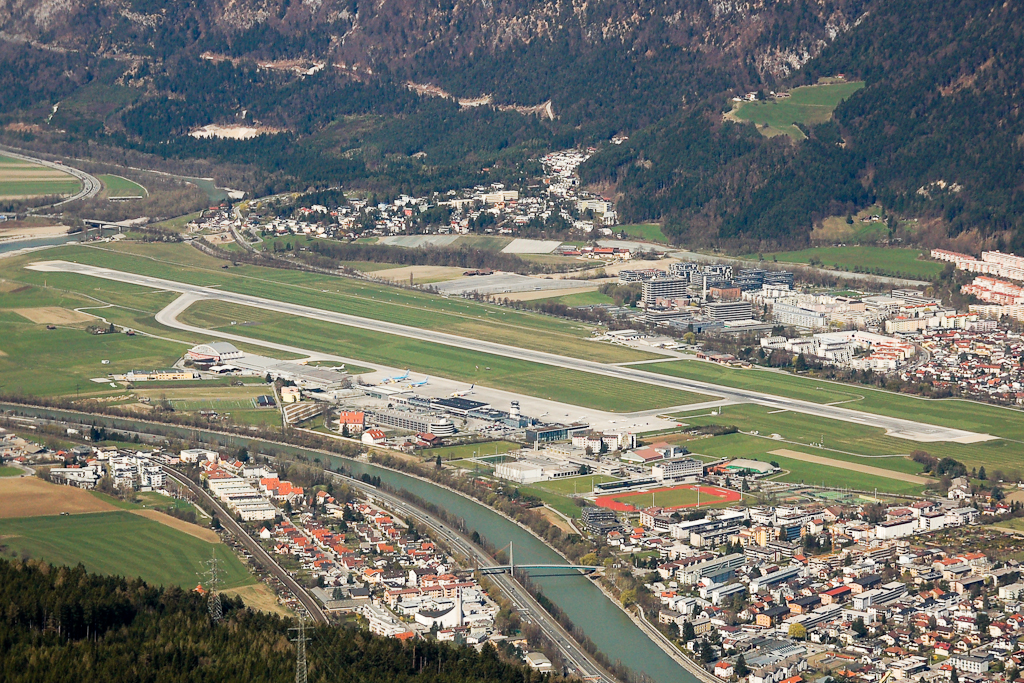
Vista aerea dell'aeroporto

L'aeroporto è noto per i suoi atterraggi difficoltosi a causa del contesto in cui è inserito, impedendo e proibendo così a certe tipologie di aerei l'atterraggio. Decollo e atterraggio sono complessi perché le vicine Alpi creano violente correnti d'aria, che il pilota deve saper gestire. Dato che l'aeroporto è circondato da montagne, solitamente l'aereo in fase di atterraggio gira più volte in tondo sopra l'aeroporto per perdere velocità e altitudine.

## Storia
Il governo provinciale tirolese ha deciso nel 1920 l'istituzione di un aeroporto stazione a Innsbruck e nel mese di aprile Il 1º giugno 1925 il primo aeroporto nella parte occidentale della città, situato allora Reichenau fu messo in funzione ed inaugurato con la rotta Monaco -Innsbruck- Monaco di Baviera dal Süddeutsche Aero Lloyd. Questa è stata seguita da altre linee, come ad esempio l'introduzione del Vienna-Salisburgo-Innsbruck da ÖLAG.